# Lezbijski feminizam
Lezbijski feminizam je pokret koji se razvio u Sjevernoj Americi i Zapadnoj Europi 1970-ih i 1980-ih kao struja unutar feminizma koja je držala kako heteroseksualnost predstavlja jednu od institucija patrijarhata, te je žene, žele li se osloboditi ugnjetavanja, moraju odbaciti, odnosno prihvatiti lezbijstvo. Lezbijske feministice drže da je lezbijstvo stvar izbora, a ne seksualne orijentacije, te da njegovo prakticiranje znači čin otpora prema patrijarhalnom muškom ugnjetavanju.
Često se smatra kako je lezbijski feminizam nastao zbog razočaranja lezbijki svojim položajem unutar šireg feminističkog pokreta, odnosno pokreta za prava homoseksualaca.
Lezbijske feministice su početkom 1970.-ih godina u marksističkoj maniri počele tumačiti heteroseksualnost kao politički režim, koji stvara patrijarhalni sustav utemeljen na dominaciji klase muškaraca nad klasom žena.
Najpoznatije teoretičarke i aktivistice lezbijskog feminizma su Rita Mae Brown, Adrienne Rich, Audre Lorde, Marilyn Frye, Mary Daly, Sheila Jeffreys i Monique Wittig.
Na počecima ovog pokreta nalazimo promišljanja kakvo možemo 1973. godine čitati kod Jill Johnston, utjecajne novinarke časopisa "Village Voice" iz New Yorka; ona u knjizi "Lesbian nation: The Feminist Solution" iz 1973. godine opisuje romansu kao "drogu za žene" a monogamni brak kao sredstvo hvatanja žena u stalno stanje kućnog roba. Ona ironizira: "Počinje kada padneš među njegove ruke, a završava s tvojim rukama u njegovom sudoperu."
Adrienne Rich u radu "Prisilna heteroseksualnost i lezbijska egzistencija" iz 1980. godine tvrdi kako je mišljenje da je većina žene heteroseksualna tek jedno dominantno shvaćanje. Međutim je, prema A. Rich, heteroseksualnost zapravo ekonomska veza koja se zasniva na nejednakoj rodnoj podjeli rada; takva eksploatatorska priroda društva stavlja lezbijke u sferu devijantnog i nenormalnog: „Lezbijke koje žive svoje privatne živote udaljene od intimne prisutnosti muškaraca doživljavaju iskustva oslobođena muške dominacije. Kad napustimo dominantno mušku javnu sferu, vraćamo se kući u ženski određenu privatnu sferu. To ne znači da patrijarhat kao institucija za nas ne postoji ili da patrijarhat ne postoji dok doživljavamo slobodu od muške dominacije. To jednostavno znači da doživljavamo značajna razdoblja nepodčinjenosti, tijekom kojih mi, kao žene, slobodno razvijamo poimanje sebe koje je naše vlastito, a ne puki konstrukt patrijarhata."

Već početkom 1980. godina u redovima lezbijskih feministica - počev od "radikalno lezbijske" (termin kojim je ona samu sebe definirala) filozofkinje Monique Wittig, koja u djelu "The Straigth Mind" iz 1978. godine tvrdi da "lezbijke nisu žene", jer da termin "žena" ima smisla samo u "heteroseksualnom sistemu razmišljanja i heteroseksualnim ekonomskim sustavima" - nastaje odlučni doprinos formiranju rodne teorije (ideologije), potom i queer teorije, kao i formiranju tzv. rodnih studija (negdje još "ženske studije", "studije roda, feminizma i seksualnosti" i sl.) u SAD i širom svijeta.
Lezbijske feministice su, u većoj ili manjoj mjeri, suprotstavljene sadomazohističkoj praksi, kao i transrodnosti, transsekusalcima i transvestitima koje drže invazijom na ženski identitet.
Uz lezbijski feminizam se često vezuju radikalni feminizam i separatistički feminizam, dok se po pitanju kulture to često vezuje uz amazonski feminizam.

## Vanjske poveznice
- GLBTQ Encyclopedia: "Lesbian Feminism"  Arhivirana inačica izvorne stranice od 7. srpnja 2004. (Wayback Machine) (šp.)